# Parâw
Le Parâw (en kurde : په‌ڕاو, en persan : پراو) est situé dans les monts Zagros, dans la province de Kermanchah, dans l'Ouest de l'Iran.